# Ordination

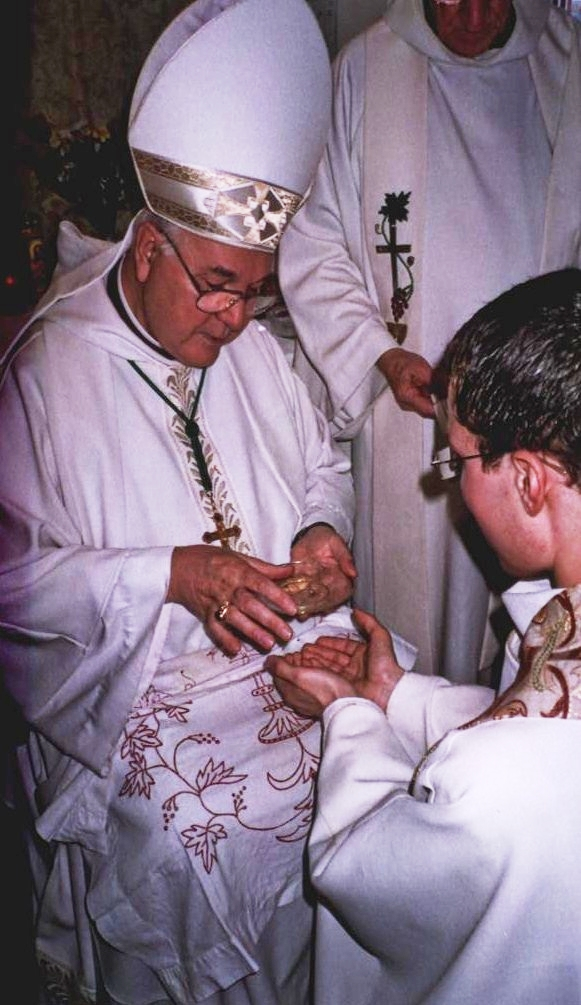
Salbung der Hände bei der Priesterweihe in der römisch-katholischen Kirche

Ordination (lateinisch ordinatio „Bestellung, Weihe“) ist eine gottesdienstliche Handlung im Christentum und im Judentum. In fast allen Kirchen werden durch die Ordination Gläubige (in römisch-katholischen, orthodoxen und vielen Freikirchen nur Männer) zum geistlichen Amt gesegnet, ausgesondert und gesandt. Das zentrale Segenszeichen in allen Ordinationsliturgien ist die Handauflegung. Sie wird schon im Neuen Testament (2 Tim 1,6 ; 1 Tim 4,14 ) als Geste der Vollmachtsübertragung erwähnt.

## Kirchen katholischer und orthodoxer Tradition
In den Kirchen katholischer und orthodoxer Tradition (römisch-katholische Kirche, orthodoxe Kirchen, altkatholische Kirche und anglikanische Kirchen) ist mit der Ordination die Weihe zum dreifachen apostolischen Amt von Diakon, Presbyter (Priester) und Bischof gemeint; dies wird auch mit den Begriffen Diakonatsweihe, Priesterweihe und Bischofsweihe bezeichnet. In den meisten dieser Kirchen ist diese Handlung ein Sakrament. Der Begriff Ordination kommt von lateinisch ordinatio. Keine Ordination hingegen ist die Bestellung zu den Diensten des Lektors und des Akolythen, die institutio, im Deutschen wiedergegeben mit „Beauftragung“.
Die Priesterweihe als Sakrament kann in der römisch-katholischen Kirche und in allen orthodoxen Kirchen nur Männern gespendet werden. In den meisten altkatholischen und anglikanischen Kirchen werden auch Frauen geweiht.

## Evangelische Kirchen
In noch stärkerem Maß ist der Fachausdruck Ordination (lateinisch, Aufnahme in die Dienstgemeinschaft der Geistlichen mit allen Rechten und Pflichten) in den evangelischen Kirchen gebräuchlich. Trotz der Namensgleichheit wird die Ordination in den Gliedkirchen der Evangelischen Kirche in Deutschland von der sakramentalen Weihe der Kirchen katholischer und orthodoxer Tradition streng unterschieden, da sie nicht die Zugehörigkeit zu einem besonderen Priesterstand begründen soll. Obwohl Martin Luthers Rede vom „allgemeinen Priestertum aller Getauften“ nur an einer Stelle in den Bekenntnisschriften der evangelisch-lutherischen Kirche aufgegriffen ist, ist dieser Gedanke für die meisten evangelischen Kirchen sehr wichtig und eine Trennung zwischen Priestern und Laien empfinden sie als ihrem Verständnis des kirchlichen Amtes fremd. So werden in manchen (vor allem reformierten) Kirchen auch die Ältesten (Presbyter), die als ehrenamtlich Tätige zusammen mit den Pastoren die Gemeindeleitung bilden, für ihren Dienst ordiniert. Im allgemeinen Verständnis ist die Ordination jedoch die Segnung und Sendung für den Dienst der öffentlichen Wortverkündigung und Sakramentsverwaltung.

### Evangelische Landeskirchen
Die Praxis der Ordination ist in den einzelnen evangelischen Landeskirchen der EKD und Bekenntnistraditionen unterschiedlich. Teils ist sie verbunden (und fast identisch) mit der Einführung in die erste Pfarrstelle, teils wird sie am Ende der letzten Ausbildungsphase (in der schon eine vorläufige Verkündigungs- und Sakramentsbeauftragung bestand) einzelnen Kandidaten oder auch einer ganzen Jahrgangsgruppe gemeinsam gespendet. In manchen lutherischen Kirchen können nur Ordinierte die Abendmahlsfeier leiten, vorläufige oder befristete Beauftragungen gibt es dort nicht.
Teilweise ist auch die Ordination ins Ehrenamt für einen unbezahlten Dienst zur Sakramentenverwaltung möglich.
Eine besondere Ordinationspraxis hat die Evangelische Kirche im Rheinland: Sie versteht das Priestertum aller Gläubigen in der Weise, dass auch theologisch fortgebildete Prädikanten und nicht-theologische Mitarbeiter (z. B. Jugendreferenten) ordiniert werden können.
Ähnlich ist es auch bei der Evangelischen Kirche in Mitteldeutschland. Auch dort können theologisch geschulte Laien ordiniert werden. In der Regel ist hier die erfolgreiche Teilnahme am kirchlichen Fernunterricht (KFU), der ein theologisches Fernstudium beinhaltet, und die Absolvierung von Aufbaukursen oder das erste theologische Examen Voraussetzung.
Auch die Evangelische Kirche der Pfalz ordiniert Prädikanten sowie Gemeindediakone und Jugendreferenten. Voraussetzung ist die Teilnahme an einem Prädikantenkurs (für Menschen, die nicht hauptberuflich im Dienst der Kirche stehen) bzw. Ordinationskurs (für kirchliche Mitarbeiter). Die Ordination gilt auf Dauer und ist nicht auf Arbeitsfelder oder örtlich begrenzt.
Der evangelische Ordinationsgottesdienst wird von Dekanen, Superintendenten, Regional- oder Landesbischöfen gehalten. Nach Schriftlesung und Predigt folgen in der Regel weitere Schriftworte, die sich auf das Hirten- und Predigtamt beziehen, darauf die Befragung des Kandidaten nach dessen Bereitschaft, schließlich das Ordinationsgebet mit der Handauflegung. Meistens schließt sich die Feier des Abendmahls an.

### Evangelische Freikirchen
Aufgrund ihrer heterogenen Struktur gibt es kein alle evangelischen Freikirchen verbindendes Amts- und Ordinationsverständnis. Einige kennen keine besonderen Amtsträger und folglich auch keine Ordination. In anderen unterscheidet sich die Beauftragung zum Pastor nicht grundsätzlich von der anderer Haupt- und Ehrenamtlicher.
Der Bund Evangelisch-Freikirchlicher Gemeinden (BEFG) ordiniert Pastoren nach entsprechender Ausbildung bei der Übernahme in das erste Dienstverhältnis. Bei der Ordination wirken Vertreter des Bundes und der Gemeinde, in der der Dienst übernommen wird, mit. Zum Ordinationsversprechen gehören neben der Bereitschaft zum pastoralen Dienst und zur seelsorgerlichen Schweigepflicht auch die Anerkennung der Ordnungen des BEFG und die Verpflichtung der Gemeinde, den Dienst des Ordinanden zu achten. Die Brüdergemeinden im BEFG kennen keine festen Amtsträger und daher auch keine Ordination.
Kirchen in täuferisch-mennonitischer Tradition sprechen oft statt von Ordination von Einsetzung, Beauftragung oder verwenden ähnliche Begriffe. Zudem liegt ein stärkerer Bedeutungsakzent auf dem (handelnden) Dienst statt auf dem Amt (z. B. früher Prediger als Diener des Wortes) in der Übersetzung des neutestamentlichen Begriffs Diakonia. Gemeinden der Arbeitsgemeinschaft Mennonitischer Gemeinden setzen Prediger und Laienprediger unabhängig vom Geschlecht ein.

### Selbständige Evangelisch-Lutherische Kirche
In der Selbständigen Evangelisch-Lutherischen Kirche (SELK) wird ebenfalls von Weihe gesprochen (altlutherisches Ordinationsformular). Abgeleitet wird das geistliche Amt in der SELK aus dem Apostolat und nicht aus dem Priestertum aller Getauften. Der Geistliche steht der Gemeinde gegenüber, weil er im Vollzug der Verkündigung und der Sakramentsspendung Christus repräsentiert in persona Christi (vgl. die lutherische Bekenntnisschrift Apologie der Confessio Augustana, Artikel 7). Die Weihe wird entweder durch den Bischof oder einen Propst oder einen Superintendenten unter Handauflegung gespendet. Nach altkirchlichem Brauch assistieren mindestens zwei weitere Ordinierte.

## Christengemeinschaft
In der Christengemeinschaft ist die Priesterweihe ein Sakrament, durch das alle Priester die gleiche Weihevollmacht haben. Es werden sowohl Männer als auch Frauen zu Priestern geweiht.

## Judentum
Die Einsetzung als Rabbiner wird im Judentum als Semicha bezeichnet; seit dem 19. Jahrhundert wird aber zunehmend auch der Begriff der Ordination verwendet. Im deutschen Judentum werden Rabbiner durch eine Ordination nach einer wissenschaftlichen Ausbildung oder einem Studium an einer Talmudhochschule in ihr Amt berufen. Diese Ausbildung erfolgt für das liberale Judentum am Abraham-Geiger-Kolleg in Zusammenarbeit mit der Universität Potsdam. Am 13. und 14. September 2006 wurden in der Neuen Synagoge in Dresden zum ersten Mal seit dem Ende des Zweiten Weltkrieges wieder Rabbiner in Deutschland ordiniert. Die erste Ordinationsfeier in Deutschland fand für das orthodoxe Judentum am 2. Juni 2009 in München in der Synagoge der Israelitischen Kultusgemeinde München und Oberbayern statt. Ausbildungsort für orthodoxe Rabbiner ist das 2009 wiedergegründete Rabbinerseminar zu Berlin.